# William Capell (4e comte d'Essex)
William Anne Holles Capell, 4e comte d'Essex (7 octobre 1732 – 4 mars 1799), est un propriétaire foncier Britannique et membre de la Chambre des lords.

## Biographie
Capell est le fils de William Capell (3e comte d'Essex) (1696-1743), de son second mariage avec Elizabeth Russell, une fille de Wriothesley Russell (2e duc de Bedford) (1680-1711). Il est né en 1732 à Turin.
En janvier 1743, à l'âge de dix ans, il hérite des titres de son père. En 1753, à l'âge de vingt-et-un ans, il prend son siège à la Chambre des lords.
En 1770, il est le dernier Master of the Staghounds (en).

## Famille
Le comte d'Essex se marie d'abord à Frances Hanbury Williams, la fille de Charles Hanbury Williams (1709-1757) de Coldbroke (Monmouthshire) et de Françoise Coningsby (1707-1781) de Hampton court (Herefordshire). Plusieurs années après sa mort lors de l'accouchement en 1759, il épouse en secondes noces Harriet Bladen (1735-1821), la fille du colonel Thomas Bladen (en) de l'abbaye de Glastonbury, Somerset.
Par sa première épouse, il a trois enfants : Elizabeth (1755-1834), qui épouse John Monson, 3e Lord Monson ; George Capel-Coningsby (1757-1839), qui se marie trois fois ; et, enfin, Frances (14 - 19 juillet 1759), qui meurt peu de temps après sa naissance, qui provoque la mort de sa mère. George et sa sœur Elizabeth sont peints dans un double portrait par Joshua Reynolds en 1768, tableau maintenant au Metropolitan Museum of Art.
Par sa deuxième épouse, il a quatre enfants : Jean Thomas (1769-1819) ; Thomas Edward (1770-1855) ; William Robert Capel (en) (1775-1854) et Thomas Bladen Capel (en) (1776-1853).
Il est décédé le 4 mars 1799 au Palais Saint James, à Westminster.